# Србија и Република Српска: политички процеси и перспективе
Србија и Република Српска: политички процеси и перспективе је стручна монографија Момчила Суботића (1957) , објављена 2017. године у издању "Института за политичке студије" из Београда.

## О аутору
Момчило Суботић је рођен 1957. године. Суботић је научни саветник у Институту за политичке студије а међу објављеним монографијеа издвајају се Идентитет и геополитичка стварност Срба и Србија и Република Српска: политички процеси и перспективе.

## О књизи
Текстови који су раније били објављени у разним часописима и зборницима, модификовани су и прилагођени за потребе настанка монографије Србија и Република Српска: политички процеси и перспективе.
Текстови у књизи се односе на теме које се тичу Србије и Републике Српске:
- политички процеси који се одвијају у двема српским државама
- проблематика Дејтонског споразума, његова примена, прекрајања и злоупотребе
- остваривање специјалних односа Србије и Републике Српске сходно одредбама Дејтонског споразума
- шири контекст унутрашње и спољне политике Србије и Републике Српске
- односи са суседним државама и ентитетима
- положај према глобалним геополитичким констелацијама